# Maureen F. McHugh
Maureen F. McHugh (Loveland, 13 febbraio 1959) è un'autrice di videogiochi e scrittrice statunitense di romanzi fantasy e di fantascienza.

## Biografia
Nata a Loveland, Ohio, nel 1959, vive e lavora a Los Angeles.
Dopo aver ottenuto un B.A. all'Università statale dell'Ohio e un M.A. in Letteratura Inglese all'Università di New York, ha svolto per alcuni anni diversi lavori come l'istruttrice part-time nei college e l'impiegata e ha insegnato per un anno in Cina, a Shijiazhuang.
A partire dall'esordio nel 1988 con il racconto All in a Day's Work apparso sulla rivista The Twilight Zone con lo pseudonimo di Michael Galloglach, ha pubblicato numerose short stories di genere fantasy e fantascientifico e 4 romanzi tra i quali il primo, Angeli di seta, insignito del Premio James Tiptree Jr. nel 1992 e del Premio Locus l'anno successivo.
Attiva anche nel campo dei videogiochi, in particolare negli Alternate reality game, nel 2009 ha cofondato assieme a Steve Peters e Behnam Karbassi la compagnia No Mimes Media.

## Opere principali

### Romanzi
- Angeli di seta (China Mountain Zhang, 1992), Roma , Fanucci, Solaria N. 22, 2002, traduzione di Anna Martini
- Half the Day Is Night (1994)
- Mission Child (1998)
- Nekropolis (2001)

### Racconti
- Kites (1989)
- Baffin Island (1989)
- The Queen of Marincite (1990)
- Render unto Caesar (1992)
- Protection (1992)
- The Missionary's Child (1992)
- The Beast (1992)
- Tut's Wife (1993)
- A Foreigner's Christmas in China (1993)
- Whispers (1993)
- A Coney Island of the Mind (1993)
- Virtual Love (1994)
- Nekropolis (1994)
- The Ballad of Ritchie Valenzuela (1994)
- Il treno di Lincoln (The Lincoln Train, 1995)
- Joss (1995)
- In the Air (1995)
- Learning to Breathe (1995)
- Homesick (1996)
- The Cost to Be Wise (1996)
- Interview: On Any Given Day (2001)
- Presence (2002)
- Ancestor Money (2003)
- Eight-Legged Story (2003)
- Frankenstein's Daughter (2003)

### Raccolte di racconti
- Mothers and Other Monsters (2005)
- After the Apocalypse (2011)

## Videogiochi
- Year Zero (2007)
- Gun (2005)
- I Love Bees (2004)

## Alcuni riconoscimenti
- Premio James Tiptree Jr.: 1992 per Angeli di seta
- Lambda Literary Award: 1992 per Angeli di seta
- Premio Locus per la miglior opera prima: 1993 per Angeli di seta
- Premio Hugo per il miglior racconto breve: 1996 per Il treno di Lincoln
- Premio Locus per il miglior racconto breve: 1996 per Il treno di Lincoln
- Premio Shirley Jackson: 2011 per After the Apocalypse